# Roman Łaba
Roman Romanowycz Łaba, ukr. Роман Романович Лаба, ros. Роман Романович Лаба, Roman Romanowicz Łaba (ur. 30 listopada 1966 we wsi Sroki Lwowskie, w obwodzie lwowskim) – ukraiński piłkarz, grający na pozycji napastnika, trener piłkarski.

## Kariera piłkarska

### Kariera klubowa
Wychowanek klubu SKA Lwów. Pierwszy trener - Ihor Polny. Rozpoczął karierę piłkarską w klubie SKA Lwów, skąd trafił do Zirki Berdyczów. Od 1986 bronił barw Torpeda Łuck. W 1989 już był zawodnikiem nowo powstałych Karpat Lwów. Po 1992 przeszedł do Bukowyny Czerniowce, skąd trafił najpierw do Weresu Równe, a później do Nord-AM-Podillia Chmielnicki, Skały Stryj i Kreminia Krzemieńczuk. Kończył karierę piłkarza w mniej znanych klubach Skify Lwów, Hazowyk Komarno, FK Dobrosyn i Haraj Żółkiew.

## Kariera trenerska
Po zakończeniu kariery piłkarskiej rozpoczął karierę trenerską w 1996. Trenował takie kluby jak FK Dobrosyn, Haraj Żółkiew oraz Kniaża Dobromil. Pracował na stanowisku dyrektora sportowego w klubie Weres Równe, a od 2006 w FK Lwów. W 2008 pełnił obowiązki głównego trenera klubu. Od 29 czerwca do 12 września 2011 roku ponownie prowadził lwowski klub.

## Sukcesy i odznaczenia
- mistrz Wtoroj Ligi ZSRR: 1991